# Christian zu Rantzau (Gouverneur)
Reichsgraf Christian Andreas Friedrich zu Rantzau (* 5. Februar 1796 in Kiel; † 26. April 1857 in Rastorf) war ein deutscher Verwaltungsjurist in dänischen Diensten und Gouverneur und Landdrost des Herzogtums Lauenburg.

## Leben

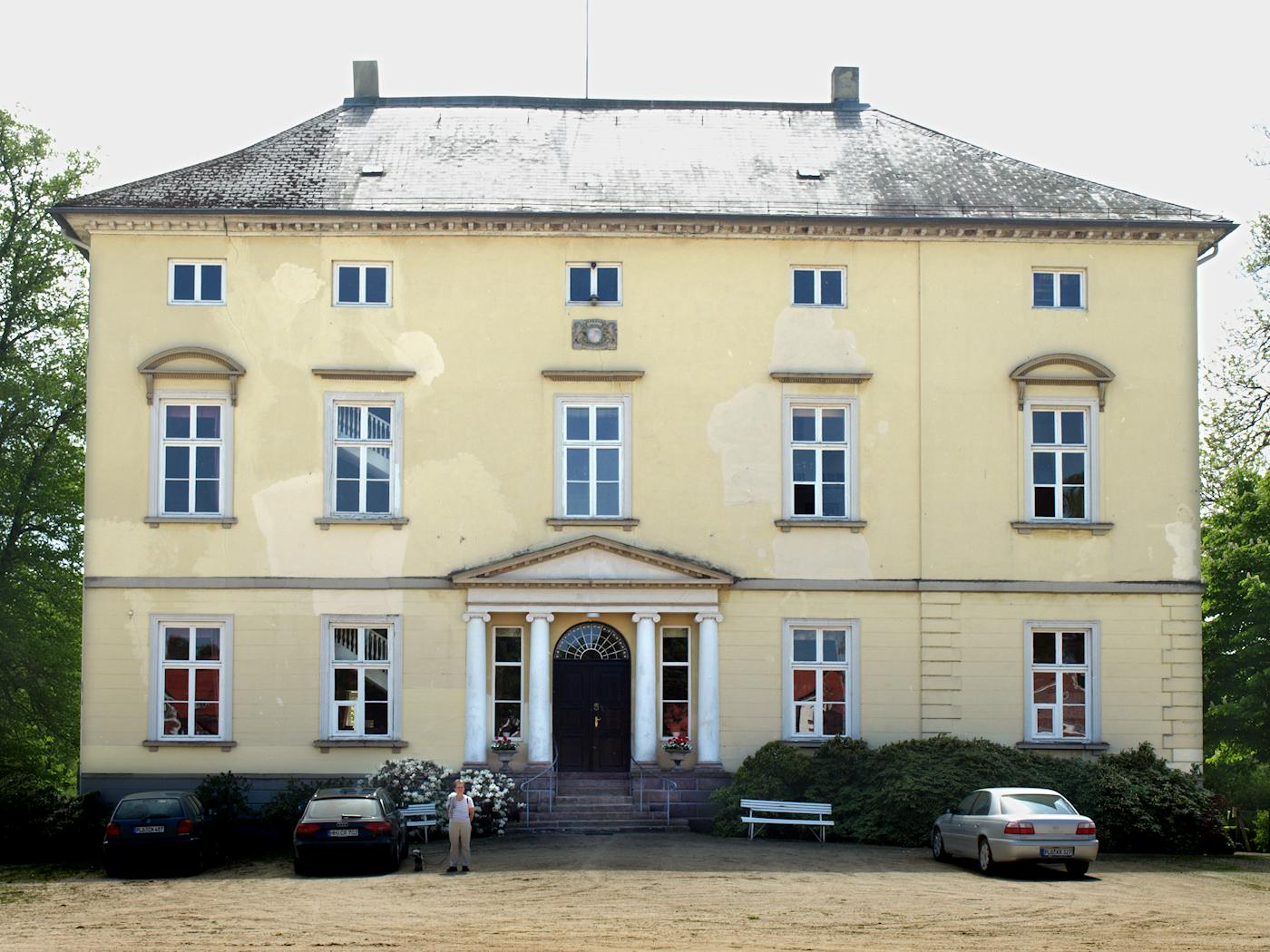
Herrenhaus von Gut Rastorf

Christian zu Rantzau entstammte dem Haus Rastorf des holsteinischen Uradelsgeschlechts (Equites Originarii) Rantzau. Er war ein Sohn des Geheimen Konferenzrates Graf Carl Emil zu Rantzau auf Rastorf (1775–1857) und seiner Frau Emilie, geb. Komtesse von Bernstorff (1777–1811), einer Tochter von Andreas Peter von Bernstorff. Von seinen beiden Schwestern heiratete Agnes Louise Ferdinandine (1803–1884) Ernst zu Rantzau und Julia Luise Friederike (1808–) zunächst Heinrich von Reventlow († 1841) und dann Otto von Rantzau.
Er besuchte, zusammen mit dem gleichaltrigen Heinrich von Reventlow, das Katharineum zu Lübeck bis Michaelis 1814 und studierte Rechtswissenschaften, unter anderem ab 5. Mai 1816 an der Universität Göttingen. 1819 bestand er sein juristisches Examen vor dem holsteinischen Obergericht in Glückstadt. 1823 war er Kammerjunker bei Caroline Amalie von Schleswig-Holstein-Sonderburg-Augustenburg und wurde 1824 Marschall und 1825 Hofmarschall bei ihrem Mann, dem Kronprinzen Christian Frederik.
1829 verließ er den Hofdienst und wurde als Verbitter der Rechtsvertreter des Adeligen Klosters in Itzehoe.
1838 ernannte ihn König Friedrich VI. zum Gouverneur und Landdrost im Herzogtum Lauenburg, das seit 1815 in Personalunion von Dänemark regiert wurde. 
Bei Ausbruch der Schleswig-Holsteinischen Erhebung 1848 geriet Rantzau als königstreuer Mann in eine schwierige Lage, zumal die Auswirkungen der Märzrevolution (Dänemark) und der Deutschen Revolution 1848/1849 auch im Herzogtum zu spüren waren. Es gelang ihm zwar, die Errichtung einer provisorischen Regierung wie der in Kiel zu verhindern, aber als er von jeder Hilfe aus Dänemark abgeschnitten war, bat er um militärische Hilfe aus Hannover. Als zwischen Rantzau und der lauenburgischen Landesversammlung keine Einigung erzielt werden konnte und am 10. Juli 1848 Carl Theodor Welcker als Reichskommissar von der Provisorischen Zentralgewalt des Deutschen Bundes zum Aufbau einer interimistischen Administration entsandt wurde, war Rantzau de facto abgesetzt. Erst nach der Wiederherstellung der dänischen Herrschaft wurde Friedrich von Pechlin sein Nachfolger als Gouverneur und Landdrost.
Christian zu Rantzau zog sich auf das väterliche Gut Rastorf und das Haus Seeburg in Kiel zurück, wo er noch vor seinem Vater starb; begraben wurde er in Preetz. 
Er war zwei Mal verheiratet, zunächst seit dem 12. Oktober 1820 mit Anna Louise Nancy zu Rantzau aus dem Haus Oppendorf (* 4. August 1798 in Christiansholm; † 7. Oktober 1843 in Ratzeburg), einer Tochter des Oberpräsidenten von Kiel Christian Detlev Karl zu Rantzau (1772–1812) und Charlotte Ernestine, geb. Freiin Diede zum Fürstenstein (1773–1846). Nach ihrem Tod heiratete er in zweiter Ehe am 15. August 1846 in Plön Marie, geb. von Witzleben (* 16. April 1801 in Plön; † 30. Januar 1875 in Schleswig), einer Tochter des Kammerherrn Major Christoph Henning von Witzleben (1759–1838) und der Gräfin Friederike Juliane Marie Charlotte Louise von Stolberg (1759–1847). Emil zu Rantzau war sein Sohn aus erster Ehe. Er erbte 1857 das Majorat Rastorf. Die Tochter aus erster Ehe Fanny (1824–1866) heiratete Friedrich Adamson von Moltke.

## Auszeichnungen
- 1826 Titel Kammerherr
- 1828 Dannebrogorden, Ritter
- 1839 Dannebrogorden, Kommandeur
- 1841 Dannebrogorden, Großkreuz
- 1847 Titel Geheimer Konferenzrat